# Feuquières-en-Vimeu
 Feuquières-en-Vimeu  es una población y comuna francesa, en la región de Picardía, departamento de Somme, en el distrito de Abbeville y cantón de Moyenneville.

## Demografía
| 2082 | 2249 | 2617 | 2499 | 2428 | 2370 |
| Para los censos de 1962 a 1999 la población legal corresponde a la población sin duplicidades (Fuente: INSEE [Consultar]) |      |      |      |      |      |